# Bruno Tommaso
Bruno Tommaso (* 20. November 1946 in Rom) ist ein italienischer Bassist, Arrangeur und Komponist des Modern Creative Jazz. Er gehört seit den 1970er Jahren zu den führenden Musikern der Avantgarde in Italien.

## Leben und Wirken
Bruno Tommaso ist ein Cousin des Bassisten Giovanni Tommaso und gilt als einer der kreativsten Arrangeure und Orchesterleiter Italiens. Er ist erster Vorsitzender der Vereinigung der Jazzmusiker Italiens und gehörte um 1990 zu den Gründungsmitgliedern des Italian Instabile Orchestra. Tommaso spielte mit zahlreichen Musikern der Jazzszene Italiens, wie Giorgio Gaslini, Enrico Rava, Mario Schiano, Franco D’Andrea, Eugenio Colombo und Enrico Pieranunzi. Seit 1981 nahm er unter eigenem Namen eine Reihe von Alben, u. a. für das Jazzlabel Splasc(h), auf.
Zu seinen Arbeiten gehören die Platte Su Un Tema Di Jerome Kern  und ein Filmsoundtrack für den gleichnamigen Film Steamboat Bill, jr. von Buster Keaton. Zudem betätigte er sich als Arrangeur; er arrangierte Opernarien für Enrico Rava (Rava L’Opera Va, 1993 und Carmen, 1995 – erschienen auf Label Bleu) sowie für Gianluigi Trovesi (Around Small Fairy Tales, 2001). Im Italian Instabile Orchestra, dem er auch nach seinem Ausscheiden freundschaftlich verbunden ist, leitete er die Aufnahme seiner Titel wie „I Virtuosi di Noci“ (auf dem Album Live in Noci, 1995) und „Il Maestro Muratore“ (auf Skies of Europe, 1994).
Tommaso arbeitete als künstlerischer Leiter und Arrangeur auch mit der Gruppo Romano Free Jazz. Außerdem spielte er eine Suite für improvisierende Solisten and Orchester, Nux Erat (CMC, 1994) ein, bei der auch Pino Minafra, Gianluigi Trovesi und Evan Parker mitwirkten. In Il Diritto e il Rovescio (Siena Jazz, 1996), benutzte Tommaso Texte der Richter Giovanni Falcone und Paolo Borsellino, die in Sizilien von der Cosa Nostra wegen ihrer Aktivitäten gegen das organisierte Verbrechen ermordet wurden. Er unterrichtete am Konservatorium von Neapel und leitete dort ein Orchester mit der Sängerin Maria Pia De Vito, mit der das Album Oltre Napoli la Notte (2000) entstand.

## Diskographische Hinweise
Alben unter eigenem Namen 
- 1981 – Su Un Tema Di Jerome Kern (Splasc(h), 1981)
- 1987 – Barga Jazz (Splasc(h))
- 1998 – Steamboat Bill, Jr. (Imprint, 1998)
- 2000 – Ulisse E L’Ombra (Imprint) mit Roberto Rossi

Als Sideman
- 1970 – Franco d’Andrea / Modern Art Trio: Modern Art Trio (Vedette, Neuauflage Dejavu 2008)
- 1973 – Mario Schiano: Sud (Splasc(h))
- 1987 – Giorgio Gaslini: Multipli (Soul Note)
- 1998 – La Banda/Banda Cittá Ruvo Di Puglia: La Banda: Traditional Italian Banda & Jazz (Enja)
- 2000 – Mario Schiano/Giancarlo Schiaffini/Bruno Tommaso/Sebi Tramontana: Free Jazz at the Philharmonic (Splasc(h))
- 2005 – Mirco Mariottini: Nugae (Splasc(h))